# Montigny-lès-Arsures
Montigny-lès-Arsures är en kommun i departementet Jura i regionen Bourgogne-Franche-Comté i östra Frankrike. Kommunen ligger i kantonen Arbois som tillhör arrondissementet Lons-le-Saunier. År 2022 hade Montigny-lès-Arsures 234 invånare.

## Befolkningsutveckling
Antalet invånare i kommunen Montigny-lès-Arsures
Referens:INSEE